# Redemption 2018
Redemption è stato un evento di wrestling in pay-per-view prodotto da Impact Wrestling. L'evento si è svolto il 22 aprile 2018 presso la Impact Zone di Orlando, in Florida.

## Storyline
Nel marzo 2018 venne annunciato che i LAX avrebbero dovuto difendere i loro titoli proprio in questo evento. Tuttavia, alla fine, i titoli furono messi in palio in un evento precedente, Lucha Underground vs Impact Wrestling. I vincitori di quell’incontro avrebbero poi affrontato il tag team di Eli Drake.
In quella stessa occasione si verificarono due incassi per il Feast or Fired 2018, utilizzabili in futuro esclusivamente per il titolo massimo.
Il 6 aprile 2018, i Latin American Xchange, composti da Ortiz e Santana, difesero con successo i titoli a Impact vs Lucha, confermando così il loro match per Redemption. Quella sera, Alberto non si presentò all'evento e informò i dirigenti di non sentirsi bene. Tuttavia, la notizia non fu accolta positivamente e la dirigenza decise di non confermarlo, procedendo con il suo licenziamento.
L'8 aprile venne annunciato che Austin Aries avrebbe difeso il titolo contro Pentagon Dark e Fenix. Durante l’annuncio fu ufficializzata anche la collaborazione con Lucha Underground, che avrebbe co-prodotto l'evento insieme a Impact Wrestling.
Questa edizione dell'evento rimase memorabile anche per il fatto che i regni dei nuovi campioni durarono solo due giorni.

## Risultati
| Match | Stipulazione                                                                             | Tempo |
| --- | ---------------------------------------------------------------------------------------- | ----- |
| Aerostar sconfigge Drago                                                                                         | in un Single match                                                                       | 11:45 |
| Eli Drake e Scott Steiner sconfiggono The Latin American Xchange (c) (Ortiz e Santana)                           | Impact World Tag Team Championship match incassando il Feast or fired 2018 di Eli Drake  | 06:55 |
| Brian Cage sconfigge Dezmond Xavier, DJZ, El Hijo del Fantasma, Taiji Ishimori e Trevor Lee                      | Six-way match                                                                            | 12:45 |
| Taya Valkyrie sconfigge Kiera Hogan                                                                              | Singles match                                                                            | 08:05 |
| Matt Sydal (c) sconfigge Petey Williams che fallisce l'incasso                                                   | Impact X Division Championship match incassando il Feast or fired 2018 di Petey Williams | 11:35 |
| Ohio Versus Everything (Dave Crist, Jake Crist e Sami Callihan) sconfiggono Eddie Edwards, Moose e Tommy Dreamer | House of Hardcore match                                                                  | 11:00 |
| Allie (c) sconfigge Su Yung (con Braxton Sutter)                                                                 | Impact Knockout's Championship Match                                                     | 7:15  |
| Pentagón Dark sconfigge Austin Aries (c) e Fenix                                                                 | Impact World Championship Triple Treath Match                                            | 16:20 |